# USS Harwood (DD-861)
USS Harwood (DD/DDE-861) là một tàu khu trục lớp Gearing được Hải quân Hoa Kỳ chế tạo vào giai đoạn cuối Chiến tranh Thế giới thứ hai. Nó là chiếc tàu chiến duy nhất của Hải quân Mỹ được đặt theo tên Trung tá Hải quân Bruce L. Harwood (1910–1944), phi công hải quân đã ba lần được trao tặng Huân chương Chữ thập Hải quân và đã tử trận ngày 24 tháng 11 năm 1944 khi tàu sân bay Princeton (CVL-23) bị đánh chìm trong Trận chiến vịnh Leyte. Hoàn tất khi chiến tranh đã kết thúc, con tàu tiếp tục phục vụ trong giai đoạn Chiến tranh Lạnh và Chiến tranh Việt Nam cho đến năm 1973. Nó được chuyển cho Thổ Nhĩ Kỳ và tiếp tục phục vụ cùng Hải quân Thổ Nhĩ Kỳ như là chiếc TCG Kocatepe (D 354). Con tàu bị đánh chìm vào ngày 22 tháng 7 năm 1974 do hỏa lực không kích bắn nhầm, trong sự kiện Thổ Nhĩ Kỳ xâm chiếm Cyprus.

## Thiết kế và chế tạo
Harwood được đặt lườn tại xưởng tàu của hãng Bethlehem Steel Corporation ở San Pedro, California vào ngày 29 tháng 10 năm 1944. Nó được hạ thủy vào ngày 22 tháng 5 năm 1945; được đỡ đầu bởi bà Bruce Lawrence Harwood, vợ góa Trung tá Hardwood, và nhập biên chế vào ngày 28 tháng 9 năm 1945 dưới quyền chỉ huy của Hạm trưởng, Trung tá Hải quân Reid P. Fiala.

## Lịch sử hoạt động

### 1945 - 1963
Sau khi hoàn tất việc chạy thử máy huấn luyện dọc bờ biển California, Harwood lên đường đi sang Viễn Đông để gia nhập Đệ Thất hạm đội. Ngoài các hoạt động cùng lực lượng chiếm đóng tại Nhật Bản, nó còn tham gia các cuộc tập trận chống tàu ngầm của hạm đội trước khi quay trở về San Diego vào ngày 21 tháng 2 năm 1947. Sau khi quay trở về từ một lượt phục vụ khác tại vùng biển Tây Thái Bình Dương vào tháng 1 năm 1949, nó đi vào Xưởng hải quân Mare Island để được nâng cấp vũ khí chống tàu ngầm, và đến ngày 4 tháng 3 năm 1950 nó được xếp lại lớp như một tàu khu trục hộ tống và mang ký hiệu lườn mới DDE-861.
Harwood lên đường đi sang vùng bờ Đông Hoa Kỳ, và trình diện để phục vụ tại cảng nhà mới ở Newport, Rhode Island vào ngày 11 tháng 9, 1949. Nó tiến hành nghiên cứu thử nghiệm hoạt động chống tàu ngầm trong điều kiện thời tiết giá lạnh, cũng như tham gia các đợt huấn luyện và tập trận của hạm đội. Con tàu đã khởi hành từ Norfolk, Virginia vào cuối tháng 8 cho lượt phục vụ đầu tiên cùng Đệ Lục hạm đội tại Địa Trung Hải, và quay trở về Hoa Kỳ vào ngày 10 tháng 11, 1950.

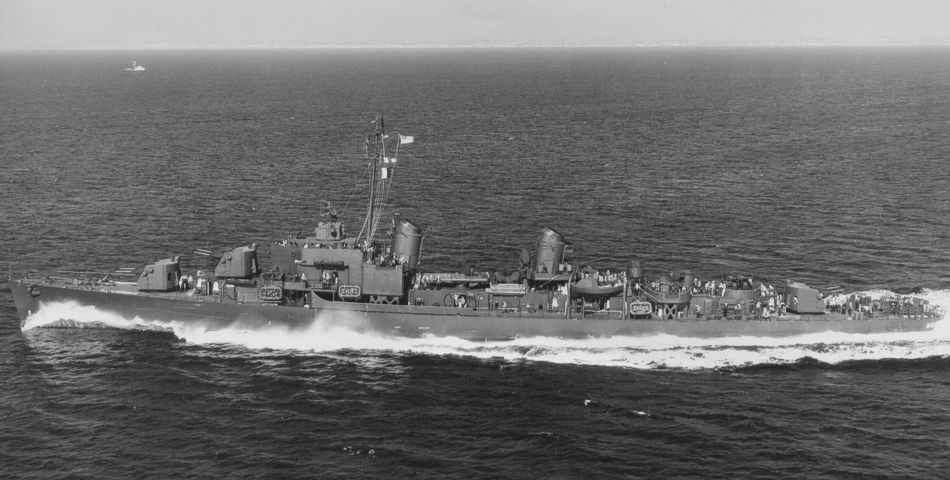
Harwood ngoài khơi San Pedro, California, tháng 10, 1945.

Trong những năm tiếp theo, Harwood luân phiên các hoạt động thường lệ tại vùng bờ Đông với những lượt được biệt phái hàng năm sang khu vực Địa Trung Hải. Nó lên đường vào ngày 4 tháng 1, 1957 cho một đợt phô diễn chiến thuật chống tàu ngầm kéo dài ba tháng, vốn đã đưa con tàu đi dọc bờ biển Nam Mỹ đến Colombia, Ecuador, Peru, Chile, Panama và Cuba. Nó đi đến Xưởng hải quân New York vào ngày 2 tháng 5, 1961 để trải qua đợt nâng cấp trong khuôn khổ chương trình Hồi sinh và Hiện đại hóa Hạm đội (FRAM II: Fleet Rehabilitation and Modernization). Cầu tàu được tái cấu trúc hoàn toàn mới, trang bị ngư lôi kiểu mới, và pháo phòng không 76 mm được tháo dỡ lấy chỗ để trang bị sàn đáp và hầm chứa dành cho máy bay trực thăng không người lái chống tàu ngầm Gyrodyne QH-50 DASH.
Rời xưởng tàu vào ngày 2 tháng 2, 1962, Harwood đi đến cảng nhà mới Mayport, Florida, và hoạt động tại vùng biển Caribe. Khi vụ Khủng hoảng tên lửa Cuba nổ ra vào tháng 10, 1962, con tàu đã cấp tốc khởi hành trong vòng bốn giờ được thông báo, tham gia vào lực lượng hải quân "cô lập" Cuba. Con tàu qay trở về Mayport vào ngày 2 tháng 11, và được xếp lại lớp và quay lại ký hiệu lườn cũ DD-861 vào ngày 1 tháng 7, 1963.

### 1963 - 1973
Harwood khởi hành đi sang Địa Trung Hải vào ngày 6 tháng 8, 1963, khi nó phục vụ chống tàu ngầm trong khuôn khổ cuộc Tập trận "Riptide IV" trên đường đi. Nó băng qua eo biển Gibraltar vào ngày 22 tháng 8, và đã cùng Đệ Lục hạm đội thực hành phòng không, chống tàu ngầm và thực tập vũ khí hóa học nhị phân tại Địa Trung Hải. Sau khi quay trở về nhà vào ngày 23 tháng 12, nó tiếp tục các hoạt động thường lệ dọc theo vùng bờ Đông, cho đến khi lại lên đường vào ngày 31 tháng 3, 1964 cho một chuyến viếng thăm ngắn đến Brazil. Nó đi đến Annapolis, Maryland vào ngày 1 tháng 6, đón lên tàu học viên sĩ quan thuộc Học viện Hải quân Hoa Kỳ cho một chuyến đi thực tập sang Châu Âu. Nó đã viếng thăm Na Uy, Bỉ, Pháp và Vương quốc Anh trước khi quay trở về và tiễn những học viên sĩ quan rời tàu tại Norfolk.
Harwood được đại tu và cải biến tại Xưởng hải quân Norfolk từ tháng 4, 1965. Sau khi hoàn tất, nó quay trở về Mayport vào ngày 22 tháng 8, rồi tiếp tục huấn luyện ôn tập tại khu vực vịnh Guantánamo, Cuba. Con tàu tiếp tục các hoạt động thường lệ dọc theo vùng bờ Đông, cho đến khi khởi hành từ Mayport vào ngày 22 tháng 7, 1966 cho một lượt hoạt động khác tại Địa Trung Hải. Trong đợt này nó đã băng qua kênh đào Suez để viếng thăm Aden and Kenya trước khi gia nhập trở lại Đệ Lục hạm đội tại Địa Trung Hải vào ngày 2 tháng 11.
Quay trở về nhà vào ngày 17 tháng 12, 1965, Harwood tiếp tục hoạt động từ Newport dọc theo bờ biển khu vực New England, cho đến khi khởi hành vào ngày 29 tháng 6, 1967 cho lượt phục vụ thứ mười tại Địa Trung Hải. Đi đến Rota, Tây Ban Nha vào ngày 10 tháng 7, con tàu gia nhập Đệ Lục hạm đội không lâu sau đó, và hoạt động tuần tra tại khu vực Đông Địa Trung Hải vốn mang tiềm năng đầy bất ổn sau cuộc Chiến tranh Sáu Ngày. Sau đó nó tiếp tục luân phiên các hoạt động cùng Đệ Nhị hạm đội dọc theo vùng bờ Đông Hoa Kỳ và vùng biển Caribe, với các lượt biệt phái sang hoạt động tại vùng biển Địa Trung Hải, cho đến khi được rút tên khỏi danh sách Đăng bạ Hải quân vào ngày 1 tháng 2, 1973.

### TCGKocatepe(D 354)
Harwood được chuyển cho Thổ Nhĩ Kỳ vào ngày 17 tháng 12, 1973, và tiếp tục phục vụ cùng Hải quân Thổ Nhĩ Kỳ như là chiếc TCG Kocatepe (D 354). Trong sự kiện Thổ Nhĩ Kỳ xâm lược Síp từ ngày 20 tháng 7, 1974, nó cùng với các tàu chị em TCG Adatepe (D 353) và TCG Mareşal Fevzi Çakmak (D 351) đã chịu đựng hỏa lực bắn nhầm của máy bay F-104 Starfighter Thổ Nhĩ Kỳ vào ngày 22 tháng 7, 1974, do nhầm nó với một tàu Hy Lạp. Adatepe bị hư hại đáng kể trong khi Kocatepe bị đánh chìm; sáu mươi bảy thành viên thủy thủ đoàn và thủy quân lục chiến Thổ Nhĩ Kỳ đã thiệt mạng trong vụ này.